# Васил Левски (булевард във Варна)
Вижте пояснителната страница за други значения на Левски.
„Васил Левски“ е сред основните булеварди на Варна, който преминава през голяма част от града в посока запад-изток, като започва от кръстовището на ул. „Девня“ и ул. „Георги Пеячевич“ и завършва включвайки се в бул. „Княз Борис I“ пред Морска градина (Варна). Трасето му пресича три други булеварда в града: бул. „Владислав Варненчик“, бул. „Сливница“ и бул. „Осми приморски полк“.

## Обекти
Северна страна
- Плувен басейн „Варна“
- Стадион „Варна“
- Парк-паметник на българо-съветската дружба

Южна страна
- Базар Левски